# Jaylen Hands
Jaylen Joseph Hands (San Diego, 12 februari 1999) is een Amerikaans basketballer.

## Carrière
Hands speelde collegebasketbal voor de UCLA Bruins voordat hij in 2019 deel nam aan de NBA-draft. Hij werd in de tweede ronde gekozen als 56e overall door de Los Angeles Clippers. Hij werd niet veel later geruild naar de Brooklyn Nets voor Mfiondu Kabengele. In 2020 werd hij opnieuw geruild ditmaal naar de Detroit Pistons, verder waren er nog tal van spelers betrokken bij deze ruil tussen vier ploegen zoals: Saddiq Bey, Dzanan Musa, Jay Scrubb, Bruce Brown, Luke Kennard, Justin Patton, Reggie Perry, Landry Shamet en Rodney McGruder. 
In 2021 sloot hij zich aan bij het Servische KK FMP, in september maakte hij de overstap naar het Duitse Riesen Ludwigsburg. Hij speelde in de zomer van 2021 in de NBA Summer League voor de Cleveland Cavaliers. Toen Markel Brown bij de Antwerp Giants geblesseerd raakte werd Hands gehaald om zijn blessure op te vangen. Hij keerde terug van blessure en speelde de rest van het seizoen uit bij de Giants. Aan het eind van het seizoen verliet hij de club en trok naar het Griekse PAOK Saloniki BC. Voor het seizoen 2023/24 tekende hij een contract bij reeksgenoot Peristeri BC.
In februari 2024 verliet hij de club en ging spelen voor de Spaanse eersteklasser Palencia Baloncesto voor de rest van het seizoen. Voor het seizoen 2024/25 tekende hij bij de Italiaanse eersteklasser Pallacanestro Varese.